# فرودگاه جونتورا
فرودگاه جونتورا (به انگلیسی: Juntura Airport) یک فرودگاه خصوصی است که یک باند فرود شن و خاک دارد و طول باند آن ۴۵۷ متر است. این فرودگاه در شهر جونتورا، اورگن کشور ایالات متحده آمریکا قرار دارد و در ارتفاع ۹۲۴ متری از سطح دریا واقع شده است.